# ريان براون (موزع)
ريان براون (بالإنجليزية: Ryan Brown)‏ هو موزع أمريكي، ولد في 1958.

## وصلات خارجية
- ريان براون على موقع ميوزك برينز (الإنجليزية)